# 67 f.Kr.

## Händelser

### Efter plats

#### Romerska republiken
- Manius Acilius Glabrio och Gaius Calpurnius Piso blir konsuler i Rom.
- Ostia plundras av pirater.
- Pompeius bekämpar piraterna med stor framgång och lägger under sig Kilikien.
- Pompeius över Lucius Lucullus befäl i öster och kan så skörda frukterna av den senares segrar.
- Lagen Lex Gabinia ger Pompeius befälet över Medelhavet och dess kuster åtta mil inåt land i tre år.
- Lagen Lex Acilia Calpurnia gör att den som ertappas med valfusk blir avstängd från politiken på livstid.

#### Judeen
- Aristobulos II blir kung av Judeen.

#### Pontos
- Mithridates VI invaderar Pontos.

#### Kina
- Slaget vid Jushi utkämpas.

## Födda
- Arsinoe IV, prinsessa av Egypten, dotter till Ptolemaios XII och troligen Kleopatra V (född detta eller nästa år)

## Avlidna
- Salome Alexandra, drottning av Judeen
- Lucius Cornelius Sisenna, romersk soldat och historiker